# Sinteză totală
Sinteza totală reprezintă sinteza chimică completă a unei molecule complexe (de obicei a unui produs natural) din precursori disponibili din punct de vedere comercial.

## Istoric
Friedrich Wöhler a descoperit în anul 1828 faptul că ureea poate fi obținută plecând de la precursori anorganici. Aceasta a fost o descoperire importantă în chimie, fiind primul exemplu de sinteză al unui compus organic despre care se știa anterior că poate fi izolat doar din surse biologe, fiind un subprodus al proceselor metabolice. Wöhler a obținut ureea tratând cianatul de argint cu clorură de amoniu, o sinteză simplă reprezentată de o reacție elementară:
AgNCO + NH4Cl → (NH2)2CO + AgCl